# Оукланд (Тенеси)
Оукланд (енгл. Oakland) град је у америчкој савезној држави Тенеси.

## Демографија
По попису из 2010. године број становника је 6.623, што је 5.344 (417,8%) становника више него 2000. године.
| Група             | 2000.         | 2010.         |
| Белци             | 1.027 (80,3%) | 5.443 (82,2%) |
| Афроамериканци    | 211 (16,5%)   | 904 (13,6%)   |
| Азијати           | 13 (1,0%)     | 66 (1,0%)     |
| Хиспаноамериканци | 20 (1,6%)     | 144 (2,2%)    |
| Укупно            | 1.279         | 6.623         |